# Ócsárd
Ócsárd (horvátul: Ovčar) község Baranya vármegyében, a Pécsi járásban.

## Fekvése
Pécs déli vonzáskörzetében fekszik, a megyeszékhelytől mintegy 18 kilométerre. A szomszédos települések: észak felől Görcsöny és Regenye, északkelet felől Szőke, dél felől Szava, délnyugat felől Babarcszőlős, nyugat felől pedig Kisdér.

### Megközelítése
Ma már csak közúton közelíthető meg, a Görcsönytől Harkányig húzódó 5814-es úton, vagy Baksa felől Kisdéren keresztül az 5812-es úton.
Pécs felől indulva az 5801-es úton kell eljutni Görcsönyig, majd tovább az 5814-esen.
Hajdan érintette a Pécs–Harkány–Donji Miholjac-vasútvonal, amelyet azonban 1971 nyarával megszüntettek. Ócsárd-Vaskapu vasútállomás (az 1960-as években már csak Ócsárd vasútállomás) a község déli széle közelében helyezkedett el, emlékét a több helyen még követhető vasúti nyomvonal mellett a Vasút utca elnevezés őrzi.

## Története
Ócsárd első lakói valószínűleg szolganépek, juhászok voltak. Ez azt is jelentheti, hogy adóikat juhokkal, vagy a juhokból készített termékekkel rótták le. Mivel a falu neve szláv eredetű, első telepesei a honfoglalás előtt a Kárpát-medencében élt szlávság leszármazottai lehettek. Nemesi birtoklásba a 13. században mehetett át. Ócsárd első birtokosa Fábián ispán volt, aki testvérével, Szőlősi robot ispánnal 1233 után megvásárolta Bheled rokonságától baksai részüket. Ezután pereskedés következett, amely 1247-ben határjárással zárult. Eszerint Baksa keleti, Pobor ispánék által megvásárolt részének határvonala Görcsönytől dél felé halad, ahol következett Fábián ispán Ócsárd falujának földje. Fábián ispán valószínűleg nem az egész Ócsárdot birtokolta, hanem csak egy részét. Ócsárd neve tehát 1247-ben jelent meg először az írott forrásokban, az említett határjárásban, mint Fábián faluja, 1305-ben a Monoszló nembeli Ócsárdiak tulajdona, akik a
szomszédos Regenyét és Öszerőt is birtokolták.
Egy forrás szerint „Szilvás közelében fekszik Ócsárd, e községben a 13. század közepe táján, vagy második felében éltek Gergely bán s annak fiatalabb testvérei, illetve rokonai Pál bán és Péter, kiknek gyermekei, illetve rokonai később bizonyos perben szerepelnek. … E perből kitűnik, hogy Ócsárd s annak vidéke, délre Viszló, Vaskapu, valószínűleg Regenye és az elpusztult Izerő … a család birtokaihoz tartozott. Tudjuk, hogy egy századdal később László erdélyi vajda nővérét, ki Nekcsei Demeterhez ment férjhez, leány-negyedére kielégítendő, Lászlótól… Szalánta, Iszterág stb. falvakat kapta. Ha tehát áll, hogy ez erdélyi vajda a Kán nemzetségből származott, úgy e Szilvás, esetleg Ócsárdból kiinduló családot a Kán-nemzetséghez tartozónak kell tekintenünk, melytől azonban teljesen elkülönítve élt”.
Ócsárd tehát a 13. század második felében a Monoszló nemzetségbeliek birtoka, amit egy 1305-ben keletkezett szerződés erősít meg. A falut bíró nemzetség e tagjai magukat a megkülönböztető jellegű Bán névvel is illették. Ócsárd a 14. század második felére már több részre szakadt, több birtokosa volt. Az egyik bizonyosan Ócsárdi Péter volt, másik Diósfalvi János fia Péter.
Egy 1417-ben és egy 1478-ban keletkezett forrás szerint Ócsárd a kisnemeseké volt. Nevüket alig-alig ismerjük. Így 1417-ben biztos, hogy birtokos volt itt Ócsárdi János, vagy 1478-ban Porkoláb Mátyás, Porkoláb Kálmán, Porkoláb Bereck, Porkoláb János, Ócsárdi János.
Tudott, hogy 1526. augusztus 29-én a mohácsi csatamezőn a török súlyos vereséget mért II. Lajos magyar seregére. Szulejmán szultán ezután nem használta ki a győzelméből fakadó lehetőségeket, hanem rövid ideig tartó jelenlét után kivonult az országból, bár a későbbiek során mindig figyelemmel kísérte Szapolyai János és I. Ferdinánd vetélkedését, s ha kellett beavatkozott. A török 1541. évi támadása után, amelynek során Buda is elesett, már nem vonult el és ezzel a Magyar Királyság területe három részre szakadt. A török másfél évszázados uralma alatt többször kísérletet tett arra, hogy az általa a meghódított területek nagyságát növelje. Egy 1554-es összeírásból kiderül, hogy OCHARD Bika András hátrahagyott birtoka.
A másfél évszázados török uralom Ócsárd további sorsának szempontjából más ok miatt is érdekes. A falu korábban római katolikus volt, de egy 1579-es összeírást követően megemlítenek egy Gergely nevű unitárius papot. A török az unitáriusok egy Isten hitét Allah hitéhez legközelebb állónak ítélte, így ennek a vallásnak szabad gyakorlását elő is segítette.
A török alóli felszabadító háború igen nagy megterhelést jelentett a Habsburg Birodalomnak. Ezért, hogy a terheket megosszák, a felszabadult területeket a Császári Udvari Kamara kezelésébe adták, amely az elhagyott javakat, már amelyeket földesuruk és
lakosságuk elhagyott, vagy elhagyni volt kénytelen, csak megváltási összeg fejében adta vissza volt tulajdonosainak, vagy azok örököseinek, amit kevesen tudtak megfizetni. A kamara a területen prefektúrákat alakított ki, amelyek elvégezték a gondjaikra bízott javak számbavételét, felmérték a területen a megmaradt falvakat, elsősorban adózási kötelezettségeik megállapítása miatt.
Az 1687-ben elvégzett felmérés szerint „Ochard környékén és a faluban. Találtunk körülbelül 100 kapás megmővelt szőlőt, 10 házat, 10 lakost, 100 hold szántóföldet. Ez a falu ezelőtt 10 rénusi adót fizetett évente a török császárnak. Az urának, minden egyes ház adóba egy imperialt fizetett. Robotot, továbbá tizedet a fenti módon szolgáltattak”. A falu tehát a török alóli felszabadító háború alatt nem néptelenedett el, de lakossága jelentősen csökkent. Ócsárd 1692-ben Draskovich Jánosé volt évi 12 forint cenzussal. Állt 8 házból 41 lakossal. Volt rétje, szántója, erdeje és egy elpusztult malma. 1704-ben a Udvari Kamara birtoka. Ekkor a pécsi püspök részére adtak gabonatizedként 15 kiló búzát és 1 kiló árpát, valamint borból 64 úrnát.
1789-ben iskola és tanítói lakás épült a faluban. Ennek következtében már 1792-ben 451 lakosa volt. Ennek következtében a település gazdagodni kezdett, malmok települtek ide, így 1848-ban 539 fő élt az akkori Batthyány család uradalmán. A település kinőtte határait, és már 1851-ben problémát okozott az ócsárdiaknak a legeltetés. Ezért az uraságtól béreltek 138 pengő forintért erdei legelőt.
1900-ban létesült egy 200 négyszögöl területű faiskola. Majd az 546 fős település 1912-ben labdarúgó sportkör alakított. A település ekkor a garéi körjegyzőséghez tartozott. 1913-ban adták át a településen a Pécs–Harkány–Donji Miholjac-vasútvonalon fekvő vasútállomást. Az első világháború mint minden más Magyar településen, komoly károkat okozott. Rengetegen estek el a különböző frontokon, tűntek el nyomtalanul.
A Szerb-Horvát-Szlovén Királyság csapatai az antant égisze alatt megszállták Baranya vármegye középső, és déli részét. Így Ócsárd is 1918 november 14-től 1921 augusztusáig megszállás alatt volt.
1938-ban így írtak a településről:
„Kisközség a pécsi járásban. Hozzátartoznak: cigánytelep és Kramaria malom nevű külterületek. A község határa 2267 k. hold. lakosainak száma 551, akik 10 német és 47 egyéb nemzetségű kivételével magyarnak vallották magukat. Foglalkozás szerint 444 őstermelő, 45 iparos 2 kereskedő, 5 közlekedési, 6 közszolgálati alkalmazott.”
A községben 1942-ben megalakult a Magyar Parasztszövetség helyi csoportja, amely 1945-ig működött. A második világháborúban heves harcok folytak Baranyában. Ócsárdra 1944. december 4-én vonultak be a szovjetek. A németekkel vívott tűzharc során 4 ház sérült meg. A település 13 halottat vesztett el e világégés során, nevük a Római katolikus templom falán található fehér márványtáblába van vésve.
A földbirtok reform Ócsárdot sem hagyta ki, a telekkönyvi adatok szerint 1947. június 22-re Ócsárdon 149 fő kapott földet, összesen 418 kh és 1203 négyszögölt. 1950-ben alakult meg a községi tanács, ez három település egyesülését hozta: Ócsárd, Kisdér és Siklósbodony.
1959-ben alakult meg a „Béke Őre” Mezőgazdasági Termelőszövetkezet. 1975-ben az alacsony tanulói létszám miatt megszűnt az iskola. Még ugyanebben az évben megszűnt a vasútközlekedés is. Így 1970-ben 494 magyar és 26 német lakos élt itt. A cigány telepen ekkor 63 főt számláltak.
A falu szülötte Dénes Gizella írónő, akinek 1994-ben emléktáblát avattak. 2002-ben Ócsárd adott otthont a Szent István Napi Megyei Ünnepségnek.

## Közélete

### Polgármesterei
- 1990–1994: Szilágyi Imre (MSZMP)[4]
- 1994–1998: Szilágyi Imre (Munkáspárt)[5]
- 1998–2002: Szilágyi Imre (Munkáspárt)[6]
- 2002–2006: Szilágyi Imre (Munkáspárt)[7]
- 2006–2010: Szilágyi Imre (független)[8]
- 2010–2014: Keserü Zoltán (Fidesz-KDNP)[9]
- 2014–2019: Keserü Zoltán (független)[10]
- 2019–2024: Keserü Zoltán (független)[11]
- 2024– : Keserü Zoltán (független)[1]

## A népesség alakulása
A helyi önkormányzat adatai szerint:
| Év   | Lakosok száma |
| ---- | ------------- |
| 1930 | 519 fő        |
| 1970 | 583 fő        |
| 2001 | 430 fő        |
| 2002 | 470 fő        |
| 2005 | 432 fő        |
| 2006 | 446 fő        |

| Lakosok száma | 397  | 390  | 386  | 375  | 373  | 368  | 349  | 352  | 356  |
|               | 2013 | 2014 | 2015 | 2018 | 2019 | 2021 | 2022 | 2023 | 2024 |

A 2011-es népszámlálás során a lakosok 82,9%-a magyarnak, 0,2% bolgárnak, 5,6% cigánynak, 0,7% horvátnak, 0,5% németnek mondta magát (17,1% nem nyilatkozott; a kettős identitások miatt a végösszeg nagyobb lehet 100%-nál). A vallási megoszlás a következő volt: római katolikus 57,7%, református 2,9%, evangélikus 0,2%, görögkatolikus 0,2%, felekezeten kívüli 12,2% (26,7% nem nyilatkozott).
2022-ben a lakosság 92,6%-a vallotta magát magyarnak, 4,9% cigánynak, 1,1% horvátnak, 0,3% németnek, 0,3% bolgárnak, 2% egyéb, nem hazai nemzetiségűnek (7,4% nem nyilatkozott; a kettős identitások miatt a végösszeg nagyobb lehet 100%-nál). Vallásuk szerint 43% volt római katolikus, 2% református, 0,3% görög katolikus, 1,1% egyéb keresztény, 2,6% egyéb katolikus, 14,9% felekezeten kívüli (36,1% nem válaszolt).

## Nevezetességei
- Itt született Dénes Gizella író, újságíró 1897. június 25-én.

## Külső hivatkozások
- Ócsárd Önkormányzatának honlapja